# Чебурашка (2013)
Чебурашка (на японски: チェブラーシカ; на руски: Чебурашка) е пълнометражен куклен анимационен филм, режисиран от Макото Накамура. Руската версия на филма, излъчена през 2013 г. се състои от три части: „Чебурашка и циркът“, „Чебурашка отива в зоопарка“ и „Съветите на Шапокляк“.
„Чебурашка“ е версия на японския куклен сериал Чебурашка от 2010 г., премонтиран специално за Русия като пълнометражен филм, с някои разлики от японската версия. Японският сериал не е показан в Русия поради несигурност относно авторските права.
Анимационният филм е пуснат в Русия на 5 юни 2014 г., но разпространението му е спряно поради анулиране на сертификата за разпространение по искане на Союзмултфилм, както и поради несигурност относно авторските права. Това решение е обжалвано и след подновяване на сертификата за разпространение филмът е пуснат на 6 ноември 2014 г.

## Сюжет
„Чебурашка“ е анимационен филм, състоящ се от четири части: „Пролог“, „Чебурашка и циркът“, „Чебурашка отива в зоопарка“ и „Съветите на Шапокляк“.

### Чебурашка и циркът
Внимание:  Текстът по-долу разкрива сюжета на произведението (или части от него)!
Един ден Крокодилът Гена е на риболов, но риболовът е неуспешен, защото жаба и водно конче му пречат. По това време Чебурашка тича до Гена и му казва кой е пристигнал. Гена и Чебурашка забелязват, че в града е дошъл цирк. Крокодилът обяснява на Чебурашка какво е това. Гена и Чебурашка решават да участват в цирка: Чебурашка като жонгльор, а Гена като танцьорка на въже. Те не са приети в цирка и Гена и Чебурашка се прибират у дома. По пътя те срещат момиче на име Маша, което плаче до едно дърво и също мечтае да бъде в цирка. Двамата усърдно я обучават да върви по въже. Един ден самият директор на цирка забелязва таланта на момичето и кани Маша да тренира на арената през нощта. Маша е пусната да мине, но охраната не пуска Гена и Чебурашка. Героите тайно се промъкват в цирка и започват да обучават Маша. На следващия ден е уредено цирково представление, което ще реши дали Маша ще работи в цирка за постоянно, но то е прекъснато от старицата Шапокляк. Гена използва лост, за да спре скандалните си лудориите на Шапокляк и напуска цирка. Изпълнението на Маша е успешно и тя е приета в трупата. В деня на заминаването на цирка Гена и Чебурашка спят, но получават писмо от Маша, в което тя пише „Сбогом“. Героите с нетърпение очакват нейното завръщане.

### Чебурашка отива в зоопарка
Един ден посетител на зоологическата градина се снима с Гена и му взема шапката. След това крокодилът се връща у дома, покривайки главата си с вестник и не мислейки да чака дъжда. Връщайки се у дома, Гена настива. Чебурашка решава да го смени. Посетителите на зоологическата градина обаче са в недоумение – как може крокодил да изглежда така? Това заинтересува и учител от едно училище, чиито ученици донасят рисунки на „крокодил“ от зоопарка. Учителят решава да даде отново домашна работа на децата – да нарисуват лъв. Както се оказва, „крокодилът“ е заинтересувал не само посетителите с учителя, но и Шапокляк – палава старица, която решава да създаде объркване в зоологическата градина, като пренареди табелите в загражденията. През това време децата пишат домашните си и ги показват на учителя. Но той отново е объркан и решава сам да отиде в зоопарка с децата. Те разбират за номера на Шапокляк и сменят знаците на правилните места. Чебурашка остава. В точния момент истински крокодил тича към зоопарка и обяснява на учителя, че Чебурашка е в заграждението, в което той ще я смени.

### Съветите на Шапокляк
Стар магьосник идва в града в търсене на внучката си. Крокодилът Гена и Чебурашка, след като научават за това, се опитват с всички сили да намерят внучката на магьосника. Първоначално те молят художник да нарисува как трябва да изглежда внучката му сега, но той отказва, тъй като магьосникът има само нейна снимка като бебе. Междувременно Шапокляк пристига и решава да даде „полезен съвет“. Героите също се обръщат към нея, но получават съвет да отидат при художника. Неуспели да намерят внучката си, магьосникът, Гена и Чебурашка правят снимка за спомен, а художника се готви да отиде на гарата. На следващия ден циркът се завръща и Маша забелязва запомняща се снимка на Гена и Чебурашка заедно с магьосника. Както се оказва, Маша има същата снимка като този магьосник, което доказва, че той е дядото на Маша. Героите успяват да настигнат магьосника на гарата и Маша отново среща дядо си. Зарадван, той започва да прави магически номера, а директорът на цирка го кани да се присъедини към трупата.

## В ролите
- Чебурашка: Лариса Брохман, Олга Шорохова и Нозоми Охаши.
- Крокодилът Гена: Гена Владимир Ферапонтов, Хари Бардин (в сериала „Чебурашка отива в зоопарка“) и Хироши Цучида.
- Шапокляк: Дмитрий Филимонов Тьо
- Маша: Олга Зверева и Кий Китано
- Магьосникът: Александър Пожаров и Шунджи Фуджимура
- Докторът: Владимир Орел
- Учителят: Антон Колесников

## Субтитри и сцена
Филмът е субтитриран на английски език с целия филмов екип. Показан е римейк на песента „Blue Wagon“ и фрагменти от пролога. След надписите се показват вечерният град и събитията по време и след залез слънце.